# Bernat Moll i Mercadal
Bernat Moll i Mercadal (Ciutadella de Menorca, 17 de gener de 1954 – Maó, 7 d'abril de 2024) va ser un farmacèutic, historiador, arabista i activista cultural, conegut per les seves aportacions al període romà d'Orient i, especialment, islàmic de Menorca.
Va exercir fins a la seva jubilació com a farmacèutic en la farmàcia Moll Mercadal des Migjorn Gran, llavors de la seva propietat, tot i que durant un mandat va ser nomenat director de la Delegació Insular de Sanitat a Menorca del Govern de les Illes Balears (2006). També va ser cofundador dels Laboratoris d'Anaàlisis Clíniques Delta. Tanmateix, va destacar en l'estudi de la història romana d'Orient i andalusina de Menorca, un període poc fressat de Menorca. Va desenvolupar una important activitat investigadora especialment en la numismàtica i sigil·lografia i en la vida del rais de Menorca Ibn Ḥàkam i la taifa de Minurqa. Havia rebut l'encàrrec de redactar el volum de l'Enciclopèdia de Menorca dedicat a l'època andalusina de l'illa, obra que no va poder concloure.
Va ser un dels fundadors la Societat Històrico Arqueològica Martí i Bella, institució que va presidir entre el 2001 i 2005, moment en què va impulsar les Jornades de Recerca Històrica de Menorca, amb les dedicades al seu camp: La Manûrka Sa'îd Ibn Hakam, un país islàmic a occident. També va fomentar la creació de l'Associació d'Amics de Santa Àgueda, va ser membre de l'Institut Menorquí d'Estudis immediatament després de la seva fundació i de la Societat Catalana d'Estudis Numismàtics, on va contribuir amb articles a Acta Numismàtica, la revista d'aquesta institució.

## Publicacions
- Moll Mercadal, Bernat. 1990. «Un diner del comtat de Forcalquer (Provença) trobat a Menorca». Acta Numismàtica 20 123-124.
- Moll Mercadal, Bernat. 1991-1993. «Sobre les encunyacions almoràvits de les Balears». Acta Numismàtica 21-23 (Homenatge al Dr. Leandre Villaronga), 365-378.
- Moll Mercadal, Bernat. 1996. «Contribució a l'estudi de la circulació monetària a la Menorca musulmana». Acta Numismàtica 26, 81-138.
- Crusafont i Sabater, M.; Labront J.; Moll i Mercadal, B. 1997. Plomos y jetones medievales de la Península ibérica. Barcelona.
- Moll Mercadal, Bernat. 1997. «Acuñaciones almohades de las Baleares. Estado de la cuestión». Estudis baleàrics 57 (Centenari de Llorenç Villalonga), 109-119.
- Moll Mercadal, Bernat. 1997. «Aplique almorávide hallado en Menorca». Estudis baleàrics 57 (Centenari de Llorenç Villalonga), 121-122.
- Moll Mercadal, Bernat. 1997. «Revisió d'una vella troballa: el tresoret fatimita d'es Migjorn Gran (Menorca)». Acta Numismàtica 27, 43-52.
- Moll Mercadal, Bernat. 2002. «De nou sobre les encunyacions almoràvits de les Illes Balears (Illes Orientals d'Al Andalus)». Acta Numismàtica 32, 49-70.
- Moll Mercadal, Bernat. 2005. «L'Imperi Romà d'Orient a Menorca: el testimoni numismàtic». Gaceta Numismática 157, 5-44.
- Retamero, Félix; Bernat Moll Mercadal. 2012. «Los espacios agrícolas de Madîna Manûrqa (Ciutadella de Menorca): siglos X-XIII». A Helena KIRCHNER (ed.), Por una arqueología agraria: perspectivas de investigación sobre espacios de cultivo en las sociedades medievales, Londres: BAR Publishing, 95-105.
- de Nicolás Mascaró, Joan Carles; Bernat Moll Mercadal. 2013. «Sellos bizantinos de Menorca: Un arconte mallorquín para las Baleares en el siglo VIII». Tharros Felix 5, 537-582.
- de Nicolás Mascaró, Joan C.; Bernat Moll Mercadal. 2017. «Aportació a la cronologia de la possible església o instal·lació monacal antiga de l'Illa d'en Colom, Maó». A: Montserrat Anglada Fontestad, Antonia Martínez Ortega i Mateu Riera Rullán (eds.), VII Jornades d'Arqueologia de les Illes Balears: (Maó, 30 de setembre i 1 i 2 d'octubre de 2016). Maó: Consell Insular de Menorca, 251-260.
- Moll Mercadal, Bernat. 2020. «Precinte a nom de l'emir almoràvit 'Alî b. Yusûf (500-537 H/1106-1143 dC)». Acta Numismàtica 50, 97-100.
- Retamero, Félix; Bernat Moll. 2024. «Nuevos hallazgos de fulûs en Menorca y en las Pitiusas. Nuevos problemas». A: Miguel Ángel Cau Ontiveros (ed.), Las islas Baleares durante la Antigüedad Tardía (siglos III-X). Historia y Arqueología. Summertown, Oxford: Archaeopress Publishing Ltd.